# Hiroshi Ando
Hiroshi Ando (安藤尋, Ando Hiroshi) (né le 13 juin 1965 à Tokyo) est un écrivain, scénariste et réalisateur japonais

## Biographie
Hiroshi Ando a réalisé plusieurs films dont Saraba gokudo dead beat, Blue, Kokoro to karada et Boku wa imōto ni koi o suru. Blue est présenté au 24e festival international du film de Moscou en 2002.

## Filmographie

### Comme réalisateur
- 1993 : Cho abnormal sex: hentai mamire
- 1999 : Saraba gokudo dead beat
- 2002 : Blue
- 2004 : Kokoro to karada
- 2007 : Boku wa imôto ni koi wo suru
- 2013 : : Yoru no tochu

### Comme scénariste
- 1999 : Saraba gokudo dead beat
- 2004 : Kokoro to karada
- 2007 : Boku wa imôto ni koi wo suru

## Source de la traduction
- (en) Cet article est partiellement ou en totalité issu de l’article de Wikipédia en anglais intitulé « Hiroshi Ando » (voir la liste des auteurs).